# 勞倫斯山
67°51′S 62°31′E / 67.850°S 62.517°E
勞倫斯山（英語：Mount Lawrence）是南極洲的山峰，位於麥克羅伯特森地，屬於弗拉姆山脈中大衛山脈的一部分，處於科茨山以北，海拔高度1,230米，由挪威製圖師根據該國探險隊的空中照片繪入地圖。